# Stéphane Paquette
Pour les articles homonymes, voir Paquette.
Stéphane (Stef) Paquette est un chanteur, comédien et animateur de radio franco-ontarien né le 18 décembre 1973 à Chelmsford, dans la région du Grand Sudbury en Ontario.

## Biographie
Natif de Chelmsford en Ontario, Stéphane, dit Stef, est connu pour sa carrière comme auteur-compositeur-interprète. Durant sa carrière d'artiste musical, il est couronné lauréat de la Brunante, premier lauréat franco-ontarien du Festival en Chanson de St-Ambroise (Québec) et finaliste au Festival international de la chanson de Granby (Québec) où il remporte quatre prix dont le Prix de la Presse et le prix de la meilleure présence sur scène. En 2003 à l'âge de 29 ans, alors que sort son premier album L'homme exponentiel, il devient le plus jeune récipiendaire du Mérite Horace-Viau, qui vise à reconnaître quelqu'un du Grand Sudbury pour son implication francophone au niveau professionnel, social et communautaire.
En parallèle de sa carrière musicale, Stef a également travaillé comme animateur radio, principalement à la station Le Loup FM (CHYC FM) diffusée à Sudbury, Timmins, Hearst, Kapuskasing et Chapleau. Il animait l'émission du retour de 15h à 18h, Un p'tit brin Loup-Foque. 
Son deuxième album, Salut de l'arrière pays sort en 2011 le remettant peu à peu sur la voie de la musique. Cela ne l'empêche pas d'être également présent à la télévision en 2012 et 2013  dans les télé-séries Les Bleus de Ramville et Hard Rock Medical.
En 2015, à 41 ans, il retourne à sa première passion, la chanson, avec la sortie d'un EP regroupant des chansons jusqu'alors uniquement interprétées lors de ses concerts. À l’automne de la même année, grâce à RADARTS et Coup de Cœur Francophone, Stef Paquette effectue une tournée de 43 dates en 50 jours visitant ainsi 9 provinces et 1 territoire, du Nouveau Brunswick au Yukon. Premier artiste franco-ontarien à faire une tournée Coup de Cœur nationale, il partage la scène avec de grands noms de la scène francophone : Patrice Michaud, Nicolas Pellerin et même Fred Pellerin lors de spectacles à guichet fermé.
Au cinéma, Stef fait partie du long-métrage Noël en boîte, lancé le 1er novembre 2018. C'est une comédie romantique se déroulant pendant le temps des fêtes.  Stef joue le rôle de Louis Lapierre, l'un des frères de la famille Lapierre. L'équipe de comédiens est constituée de Franco-Ontariens, c.-à-d., de francophones et francophiles de diverses régions ontariennes.

## Vie politique
Le 27 juin 2019, Stéphane Paquette remporte l'investiture néo-démocrate dans la circonscription fédérale de Nickel Belt, en vue des élections fédérales de 2019.

## Filmographie

### Cinéma
- 2018 : Noël en boîte de Jocelyn Forgues : Louis Lapierre

### Télévision
Animation
- JeunEsprit
- Imagine
- Volt
- AFOLIE

Téléromans
- 2008 - 2011 : Météo+ : Mario Czhwaenski
- 2012 : Les Bleus de Ramville : Gordie Turcotte
- 2013 - 2018 : Hard Rock Medical : Charles Rivière

## Distinctions
En nomination dans la catégorie meilleur interprète masculin, meilleur auteur-compositeur et prix de la chanson Radio-Canada pour l’édition 2015 des prix Trille Or, il est sacré meilleur interprète masculin de l’année. Il remporte également le Coup de foudre à Contact Ontarois en 2014.
Lors du Gala des Prix Trille Or 2013, Stef Paquette est récompensé deux fois. Il remporte les prix du Meilleur album et de la Meilleure pochette pour Le salut de l'arrière-pays. Cet album était également nommé pour le prix du Meilleur réalisateur/Arrangeur de disque pour le travail de Daniel Bédard.